# Firefield Records
Firefield Records war ein deutsches Heavy-Metal-Label, das von 2008 bis 2013 Tonträger veröffentlichte. Angaben auf der (abgeschalteten) Website zufolge wurde das Label 2007 gegründet.

## Veröffentlichungen (Auswahl)
- Ayscobe – Beside Yourself (2010)
- Burden of Life – The Vanity Syndrome (2013)
- Dust & Bones – 666 Neurotic Bombs (2010)
- Headshot – As Above, So Below (2008)
- Liquid Horizon – The Script of Life (2011)
- Macbeth – From Hell (DVD, 2011)
- New Damage – Ze'eb and Oreb (2009)
- Pessimist – Call to War (2010)
- President Evil – Back from Hell's Holiday (2013)
- Redrum Inc. – Heavy Division (2010)
- Total Annihilation – 84 (2011)
- Xiom – Glorious Sin (2011)